# Jack Weinstock
Jack Weinstock (New York, 1905 – New York, 23 maggio 1969) è stato un librettista e commediografo statunitense.
Weinstock è noto soprattutto per aver scritto il libretto del musical How to Succeed in Business Without Really Trying, debuttato a Broadway nel 1962. Lo show valse a Weinstock due Tony Award, one al miglior musical e uno al miglior libretto di un musical.